# David Wurawa
David Wurawa (* 1971 in Bulawayo in Simbabwe) ist ein österreichischer Schauspieler.

## Leben
Wurawa erhielt Schauspielunterricht an der Neighborhood Playhouse School of the Theatre in New York (USA), sowie in England unter anderem am The Actors Centre und an der London Academy of Media, Film & Television. Seine Laufbahn als Schauspieler begann Anfang der 1990er Jahre in Simbabwe am Bulawayo National Theatre. Anfang 2000 kam er nach Wien und hat überwiegend Theater gespielt und übernahm Nebenrollen in Film und Fernsehen.

## Filmografie (Auswahl)
- 1998: Respect
- 2007: USS Constellation – Battling For Freedom (Fernsehspecial)
- 2007: Vodickova Street
- 2009: Alien Ecstasy
- 2009: The Killers (Fernsehspecial)
- 2010: Todespolka
- 2011: Black Brown White
- 2011: Frankfurt Coincidences
- 2011: Wie man leben soll
- 2011: Das Ende einer Maus ist der Anfang einer Katze (Fernsehfilm)
- 2012: New Order
- 2012: Void (Kurzfilm)
- 2012: Braunschlag (Fernsehserie, 8 Folgen)
- 2012: Deine Schönheit ist nichts wert
- 2012: Tom Turbo (Fernsehserie, Folge Die Krone des Affenkönigs)
- 2013: Willkommen im Club (Fernsehfilm)
- 2013: 2020 (Fernsehserie, 8 Folgen)
- 2014: Die Seelen im Feuer (Fernsehfilm)
- 2014: Wienerland (Miniserie, 3 Folgen)
- 2014: Jack Strong
- 2015: Random 11
- 2015: Ausstieg Rechts (Kurzfilm)
- 2015: Einer von uns
- 2016: Lotte Jäger und das tote Mädchen (Fernsehfilm)
- 2016: SOKO Stuttgart (Fernsehserie, Folge Hakuna Matata)
- 2017: Usgrächnet Gähwilers
- 2017: Kebab extra scharf! (Fernsehfilm)
- 2017: Tatort (Fernsehserie, Folge Virus)
- 2017: La Pasada – Die Überfahrt
- 2018: Goliath96
- 2019–2021: Racko – Ein Hund für alle Fälle (Fernsehserie, 13 Folgen)
- 2020: Negative Exposure
- 2021: No Mother (Kurzfilm)
- 2021: Cranberry Juice (Kurzfilm)
- 2022: Barbaren (Fernsehserie, 5 Folgen)
- 2023: Helen Dorn (Fernsehserie, Folge Der kleine Bruder)
- 2024: Woodwalkers
- 2024: Those About to Die